# Kampylaster
Genre
Kampylaster est un genre d'étoiles de mer de la famille des Asterinidae.

## Liste des espèces
Selon World Register of Marine Species (13 juillet 2023) :
- Kampylaster claireae Mah, 2023
- Kampylaster incurvatus Koehler, 1920 - espèce type
- Kampylaster tumulus Mah, 2023

## Systématique
Le nom valide complet (avec auteur) de ce taxon est Kampylaster Koehler, 1920,. Son espèce type par monotypie est Kampylaster incurvatus.

## Publication originale
- René Koehler, Echinodermata asteroidea, Sydney, William Applegate Gullick, 1920, 408 p. (OCLC 25602078, DOI 10.5962/BHL.TITLE.85380, lire en ligne).